# Crossyne flava
Crossyne flava är en amaryllisväxtart som först beskrevs av Winsome Fanny 'Buddy' Barker och Deirdré Anne Snijman, och fick sitt nu gällande namn av D.Müll.-doblies och U.Müll.-. Crossyne flava ingår i släktet Crossyne, och familjen amaryllisväxter. Inga underarter finns listade i Catalogue of Life.